# Tobiasz Pawlak
Tobiasz Pawlak (ur. 24 grudnia 1995 w Ostrowie Wielkopolskim) – polski kolarz szosowy oraz torowy. Medalista mistrzostw Polski w obu tych dyscyplinach.
Pawlak jest wychowankiem Kaliskiego Towarzystwa Kolarskiego. Na szczeblu zawodowym zadebiutował w sezonach 2014–2015, gdy był zawodnikiem grupy Domin Sport. W latach 2016–2018 występował w grupach amatorskich (w latach 2016–2017 w Klubie Kolarskim Tarnovia, a w 2018 w Domin Sport). Od sezonu 2019 powrócił na poziom zawodowy, zostając kolarzem Mazowsze Serce Polski.
Oprócz kolarstwa szosowego uprawia również kolarstwo torowe, zdobywając medale mistrzostw Polski w tej dyscyplinie (był między innymi mistrzem kraju w wyścigu drużynowym na dochodzenie w 2016 i 2017, stawał też na podium konkurencji indywidualnych).

## Osiągnięcia

### Kolarstwo szosowe
Opracowano na podstawie:

2013
- 1. miejsce na 1a. (jazda drużynowa na czas) i 2. etapie Pucharu Prezydenta Miasta Grudziądza

2016
- 3. miejsce w mistrzostwach Polski (jazda drużynowa na czas)

2017
- 3. miejsce w mistrzostwach Polski (jazda drużynowa na czas)

2019
- 3. miejsce w Memoriale Grundmanna i Wizowskiego

2020
- 3. miejsce w mistrzostwach Polski (jazda drużynowa na czas)

2022
- 1. miejsce na 1. etapie Belgrad-Banja Luka (jazda drużynowa na czas)

2024
- 1. miejsce w Tour de Kurpie
  - 1. miejsce w klasyfikacji punktowej
  - 1. miejsce na 1., 2. i 3. (jazda drużynowa na czas) etapie
- 1. miejsce w Wyścigu Solidarności i Olimpijczyków
  - 1. miejsce w klasyfikacji punktowej

2025
- 3. miejsce w Umag Classic
- 2. miejsce w Ślężańskim Mnichu
- 1. miejsce na 1. etapie Belgrad-Banja Luka
- 1. miejsce w Memoriał Grundmanna i Wizowskiego

## Rankingi

### Kolarstwo szosowe
| Rok             | 2017  | 2018  | 2019  | 2020  | 2021  | 2022 | 2023  | 2024 |
| --------------- | ----- | ----- | ----- | ----- | ----- | ---- | ----- | ---- |
| World Ranking   | 2274. | 1413. | 1294. | 2163. | 1588. | 692. | 1359. | 584. |
| UCI Europe Tour | 1501. | 889.  | 893.  | 1576. | 1118. | 535. | 927.  | 446. |
|                 |       |       |       |       |       |      |       |      |
| Źródło: UCI     |       |       |       |       |       |      |       |      |